# Pteroplatus gracilis
Pteroplatus gracilis là một loài bọ cánh cứng trong họ Cerambycidae.